# ボクいかれたヨ!
『ボクいかれたヨ！』（Dear Brigitte）は1965年のアメリカ合衆国の映画。ヘンリー・コスター監督の作品で、出演はジェームズ・ステュアートなど。

## ストーリー

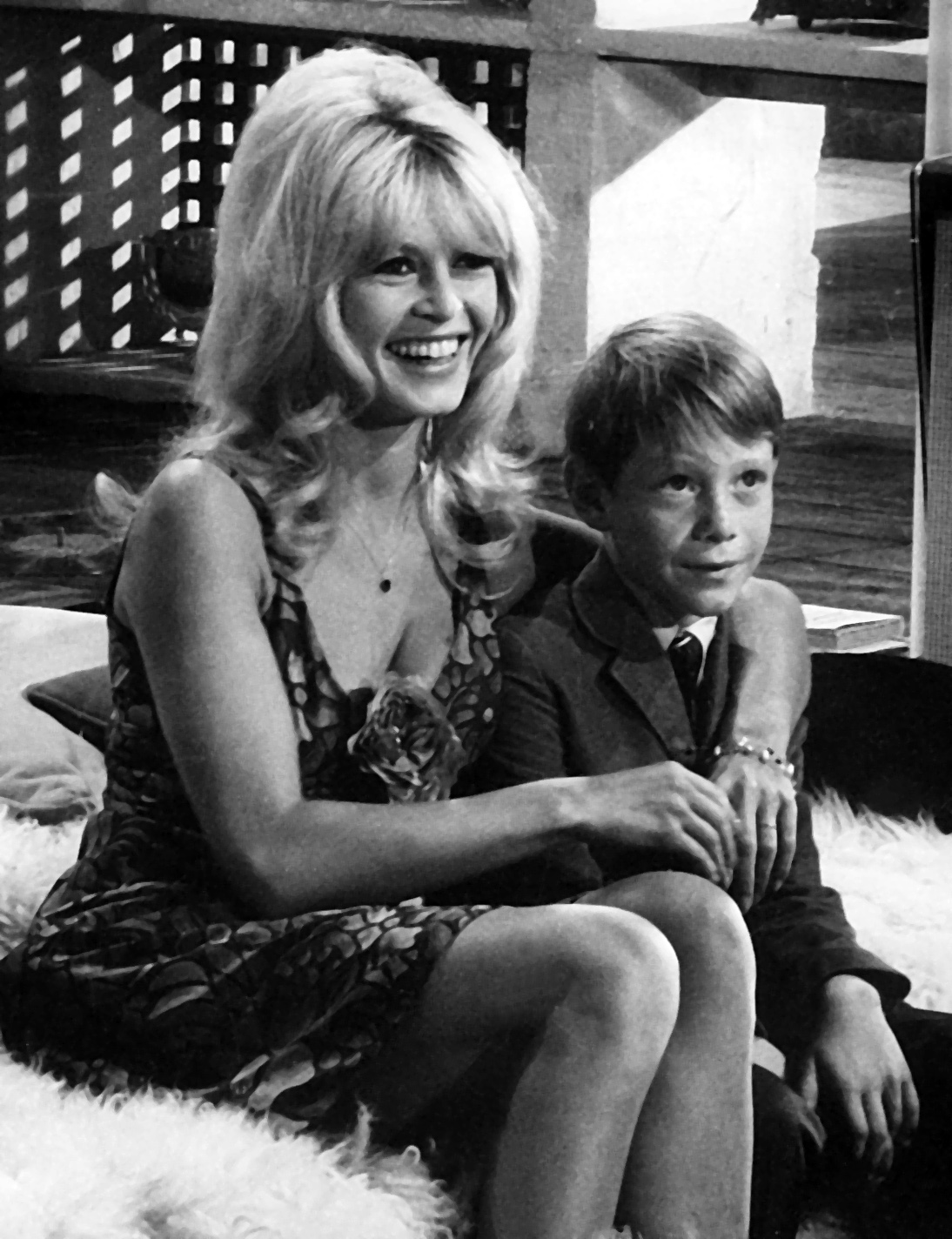
ブリジット・バルドー（左）とビル・マミー

ロバート・リーフはアメリカ人の大学教授で、詩でピューリッツァー賞を受賞し、芸術全般を愛している。ロバートと妻のヴィーナはどちらも芸術活動に熱心で、子供たちのパンドラとエラスムスにも芸術的素養を伸ばすよう指導している。リーフ一家はサンフランシスコのハウスボート（家船）に住んでいる。リーフ一家に船を売った「船長」は、彼らと同居している。彼はこの映画のナレーターでもある。
リーフ教授は、8歳のエラスムスが音痴で色覚障害であることを知り、家族と共に芸術活動が出来ないことに落胆する。しかし、エラスムスは数学の天才であることが判明する。物凄い桁数の掛け算・割り算を瞬時に暗算で解くのだ。教授は慎重で、それは自分の人生の一部に過ぎないことをエラスムスに理解して欲しいと考える。エラスムスもそれに同意するが、母のヴィーナと一緒に行った銀行内に掲示されていた年次決算報告の数値の誤りを指摘したことから、図らずもマスメディアの注目を浴びてしまう。両親は、彼に普通の子供としての生活を送らせることを決意し、エラスムスを精神科医に診せる。エラスムスは精神科医に、数学のことは問題無いと言うが、自分はフランスの映画スター、ブリジット・バルドーに心底惚れてしまっており、毎晩彼女にラブレターを書いていると言う。
18歳のパンドラとその友達は、エラスムスに数学の宿題をして貰うために金を払う。そして、彼はその金をブリジット・バルドーへの切手代に注ぎ込む。リーフ夫妻は大学での検査のためにエラスムスを連れて行く。彼は金を貰えるなら検査を受けても良いと言う。彼はコンピューターが計算するより早く正しく答えたため、検査員たちは追加の検査の実施を求める。リーフ夫妻は彼に普通の子供時代を送って欲しいからと拒否する。それに、エラスムスも帰りたがっている。
リーフ教授が呼ばれて学部長室に行くと、そこにいた保安官が、エラスムスが数学の才能を利用して、姉のパンドラのボーイフレンドであるケン・テイラーが大学内で秘かに運営する賭場で賭けの倍率を計算したり、勝者を選定したりして金を貰っていたことをリーフ教授に告げる。共犯者として告発された教授は辞職して憤然と帰宅する。彼とヴィーナはケンとパンドラを詰問する。エラスムスは父親に1ドルを請求し、1ドルを貰うと、競馬新聞を読んでどの馬が勝つかを予想していると明かす。また、パンドラはエラスムスは貰った金を切手に使っていると明かす。困ったリーフ夫妻は、エラスムスが賭けの倍率を決めるのは不道徳で非倫理的で、明らかに間違ったことだと言う。
教授は失業保険を申請するが、最初の給付まで2週間かかると言われてしまう。ヴィーナは家計のことを真剣に心配し始める。エラスムスは、数学の宿題をやって貯めた金を、パンドラのプロム用の新しいドレスを買うためにと父に渡す。ドレスの店で、2人はリーフ教授を尊敬していると言うペレグリン・アップジョン博士に出会う。その夜、リーフ教授は、エラスムスの精神科医から、エラスムスがブリジット・バルドーが大好きなことを聞き、喜ぶ。エラスムスは自分の数学の才能が注目されることに不満を感じており、バルドーへの興味は極めて普通のことであるからだ。
アップジョンは、教養学部の学生向けの奨学金のための「リーフ財団」の新設を提案する。リーフ教授とヴィーナはこの案に大賛成する。これについて話し合っていると、大勢の学生がリーフ教授が復職することを求めてハウスボートに向かってデモ行進してくる。彼は復職に同意し、財団について発表する。リーフ夫妻は話し合いの結果、エラスムスにその才能を使ってそのような良い理由のための資金調達をして貰うことは非倫理的ではないと判断する。
エラスムスから数多くのラブレターを受け取ったブリジット・バルドーはエラスムスにフランスに来ないかと手紙で誘う。アップジョンは、そうすれば、ストレスが溜まり気味のエラスムスの気晴らしとなり、資金調達のための競馬の予想にも磨きがかかるのではないかとして、貯まってきていた財団の資金の一部を使ってパリに行くように言う。リーフ教授も同行する。ブリジットの家では、エラスムスは殆ど喋ることが出来ず、彼女を愛おしそうに見つめるばかりで、そして、彼女にサインを求める。リーフ教授は2人の写真を撮ろうとするが、エラスムスはカメラではなくブリジットを見つめるばかりである。彼女はペットのプードルの子犬をエラスムスに贈り、彼のことを可愛いと言う。
帰国すると、エラスムスは資金調達のために様々な賭けを予想するようになる。ある夜、眠りに落ちた彼は寝言で「フロマージュ」と言い、大人たちは彼が第6レースで大穴の「フランスチーズ」を予想したのだと考える。しかし、エラスムスは、パリでバルドーと一緒の写真を撮った際の「チーズ」の掛け声をフランス語に直訳した言葉を夢うつつの中で口走っただけだった。翌日の競馬場でエラスムスは「フレンチチーズ」など予想していないと言い、皆を凍り付かせる。しかし、「フレンチチーズ」がレースに勝ち、家族は大喜びする。リーフ教授は馬券を持っていたアップジョンが観覧席を素早く去ったことに気づく。アップジョンは実は詐欺師で、金を持ち逃げしようと、若い恋人と共に高飛びを計画していて、急いで馬券の払い戻しに行ったのだった。リーフ教授は彼を見つけて大金の入った鞄を掴み、これが財団の資金であると宣言する。学部長もこの声明に賛意を示す。報道陣はこの発言を耳にし、リーフ教授、学部長、アップジョンの写真を撮る。そして、張り込んでいた国税庁職員が所得税について警告するが、リーフ教授は財団の金だから無税であると説明し、所得税の支払いを免れる。

## キャスト
※括弧内は日本語吹替（初回放送1972年12月18日『月曜ロードショー』）
- リーフ教授：ジェームズ・ステュアート（浦野光）
- ケネス：ファビアン
- ヴィナ：グリニス・ジョンズ（前田敏子）
- パンドラ：シンディ・キャロル
- エラスムス：ビル・ムーミー
- アップジョン：ジョン・ウィリアムズ
- フォルカー博士：ジャック・クルーシェン
- ジョージ：チャールズ・ロビンソン
- ディーン：ハワード・フリーマン
- 大学生：ジェームズ・ブローリン[2]
- 本人：ブリジット・バルドー[2]

## スタッフ
- 監督・製作：ヘンリー・コスター
- 原作：ジョン・ハース
- 脚本：ハル・カンター
- 撮影：ルシアン・バラード
- 特殊効果：L・B・アボット
- 音楽：ジョージ・ダニング